# Clerval (Doubs)
Clerval est une ancienne commune française située dans le département du Doubs, la région culturelle et historique de Franche-Comté et la région administrative Bourgogne-Franche-Comté.
Le 1er janvier 2017, elle fusionne avec Santoche pour former la commune nouvelle de Pays-de-Clerval. 
Les habitants de Clerval étaient les Clervalois et Clervaloises.

## Géographie

### Localisation
Clerval est une commune de la région Bourgogne-Franche-Comté et du département du Doubs

### Géologie et relief
Clerval se situe en zone de sismicité 3 (sismicité modérée).

### Hydrographie
- Le Doubs traverse la commune[5].

### Voies de communication et transports
- Gare de Clerval.
- l'A36 traverse la commune
- les D25, D26, D683 et D117 sont les principales départementales qui traversent Clerval

## Toponymie
Clairvaux en 1278 ; Claireval en 1405. 
Aux XVIIe et XVIIIe siècles, le nom de la ville s'écrivait couramment "Clereval", "Clairval", "Claireval" mais aussi Claravallis (sur le sceau de la ville) ou bien encore "Clarevallensis super Dubium" dans un registre paroissial.
Clerval, "clé du val" est l’interprétation la plus admise.

## Histoire
- Clerval est créé au XIIe siècle. Le seigneur de Montbéliard et le prieur de Chaux se partagent le bourg formé autour d'un château. La ville est alors entourée de fortifications ne laissant que trois portes d'accès. Les portes sont démolies entre 1758 et 1777.

- Gilbert Cousin nous apprend que Clerval subit un immense incendie qui ravage la ville le mardi 6 octobre 1534. Il indique que l'incendie débute peu avant midi et que dans le même temps, Luxeuil connaît elle aussi un incendie qui détruit presque entièrement la ville[7]

## Politique et administration

### Liste des maires
| Période                                  | Période  | Identité         | Étiquette | Qualité                        |
| ---------------------------------------- | -------- | ---------------- | --------- | ------------------------------ |
| Les données manquantes sont à compléter. |          |                  |           |                                |
| mars 2001                                | 2008     | Fernand Rondot   | DVD       | Conseiller général (2005-2008) |
| mars 2008                                | 2014     | Julien Boulanger |           |                                |
| mars 2014                                | En cours | Georges Garnier  | SE        | Retraité                       |

## Population et société

### Démographie
L'évolution du nombre d'habitants est connue à travers les recensements de la population effectués dans la commune depuis 1793. À partir du 1er janvier 2009, les populations légales des communes sont publiées annuellement dans le cadre d'un recensement qui repose désormais sur une collecte d'information annuelle, concernant successivement tous les territoires communaux au cours d'une période de cinq ans. 
Pour les communes de moins de 10 000 habitants, une enquête de recensement portant sur toute la population est réalisée tous les cinq ans, les populations légales des années intermédiaires étant quant à elles estimées par interpolation ou extrapolation. Pour la commune, le premier recensement exhaustif entrant dans le cadre du nouveau dispositif a été réalisé en 2005,.
En 2014, la commune comptait 1 017 habitants, en évolution de −2,02 % par rapport à 2009 (Doubs : +2,04 %, France hors Mayotte : +2,49 %).
| 1793 | 1800  | 1806  | 1821 | 1831  | 1836  | 1841  | 1846  | 1851  |
| ---- | ----- | ----- | ---- | ----- | ----- | ----- | ----- | ----- |
| 891  | 1 027 | 1 016 | 923  | 1 097 | 1 260 | 1 312 | 1 339 | 1 335 |

| 1856  | 1861  | 1866  | 1872  | 1876  | 1881  | 1886  | 1891  | 1896  |
| ----- | ----- | ----- | ----- | ----- | ----- | ----- | ----- | ----- |
| 1 402 | 1 362 | 1 346 | 1 165 | 1 192 | 1 244 | 1 223 | 1 070 | 1 066 |

| 1901  | 1906  | 1911  | 1921  | 1926  | 1931  | 1936 | 1946 | 1954  |
| ----- | ----- | ----- | ----- | ----- | ----- | ---- | ---- | ----- |
| 1 059 | 1 063 | 1 130 | 1 111 | 1 059 | 1 045 | 937  | 994  | 1 081 |

| 1962  | 1968  | 1975  | 1982  | 1990 | 1999  | 2005  | 2010  | 2014  |
| ----- | ----- | ----- | ----- | ---- | ----- | ----- | ----- | ----- |
| 1 168 | 1 021 | 1 176 | 1 008 | 925  | 1 066 | 1 004 | 1 045 | 1 017 |

### Enseignement
- École maternelle "les coquelicots"[13], petite, moyenne et grande section
- École primaire[14] (du CP au CM2)
- Collège Louis Bonnemaille[15] (de la 6e à la 3e)
- Halte garderie et crèche[16]
- Périscolaire[17]
- École de musique

### Manifestations culturelles et festivités
- Feu d'artifice annuel
- Carnaval annuel
- Fête de Clerval chaque premier week-end de septembre
- Vide grenier annuel
- Marché estival des producteurs locaux

### Santé[18]
- Deux médecins
- Deux cabinets d'infirmier(e)s
- Une pharmacie
- Un cabinet de kinésithérapie
- Ambulance - Taxis
- Résidence âge et vie

### Sports[19]
- Association Agréée pour la Pêche et la Protection du Milieu Aquatique
- Clerval Pétanque Loisirs
- Football Club Clerval Anteuil
- Associations Intercommunales de Chasse Agréées
- Judo Club
- Sentiers de Montfort (randonnée)
- Tennis Club Clervalois
- Vétérans du Foot Clerval Anteuil
- DCHB Doubs Central Handball

## Économie
- Un hôtel
- Deux  restaurants
- Deux boulangeries
- Une boucherie
- Un bureau de tabac
- Un magasin d'alimentation
- Une fromagerie[20]
- De nombreux commerçants et artisans[21] ainsi que plusieurs entreprises dont Profialis, usine métallurgique produisant des profilés de porte et de fenêtre en PVC extrudé, liée au groupe Aluminium France Extrusion.

- Camping municipal[22].
- Gîtes et chambres d'hôtes[23]

## Culture locale et patrimoine

### Lieux et monuments

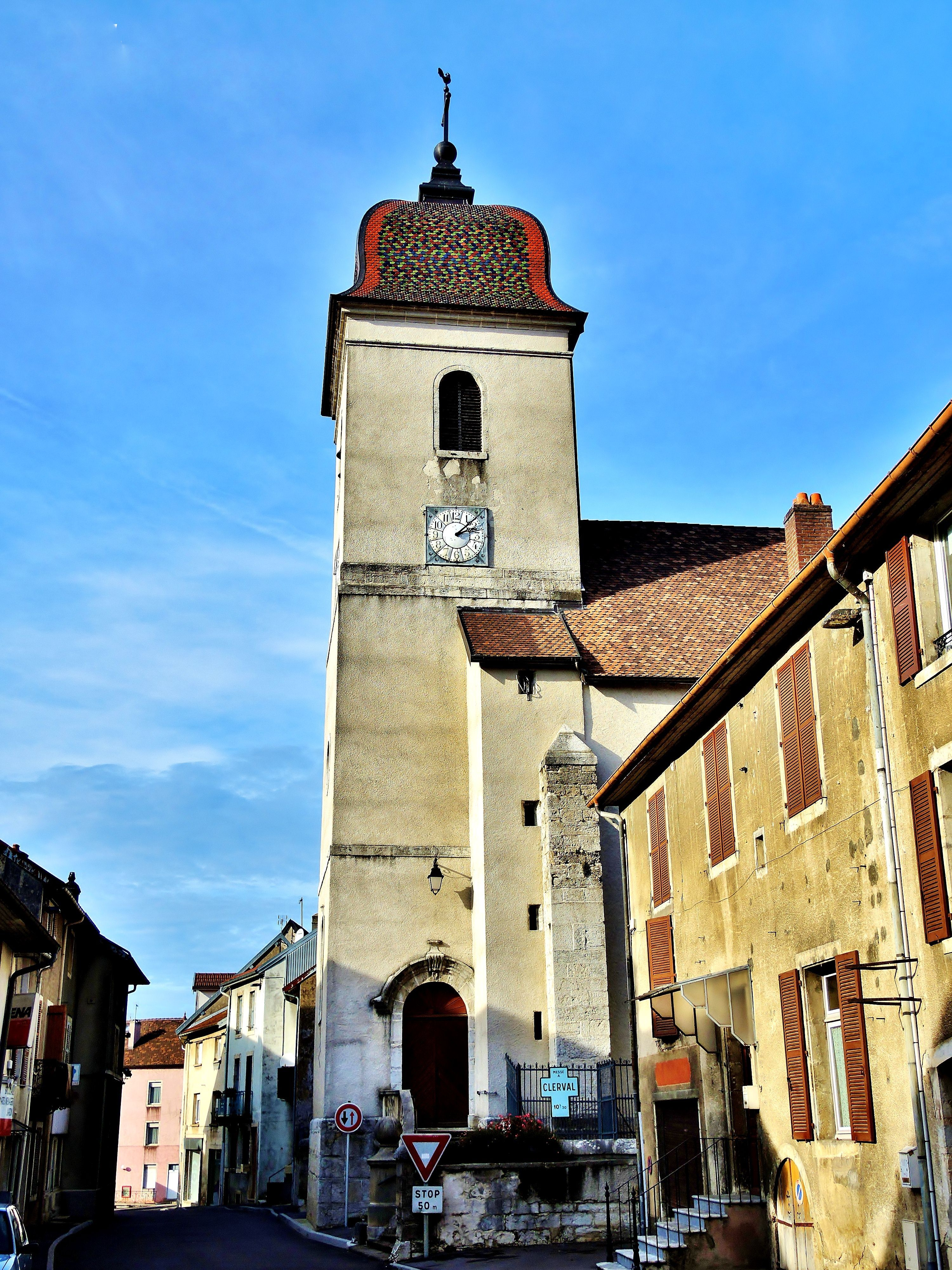
L'église Saint-André.

- Église Saint-André[24].

Édifice construit en 1762 sur les plans de l'architecte Jean-Charles Colombot. En 1864, les transformations : nouvelle tribune, agrandissement, chapelle de la Vierge en rotonde sont confiées à l'architecte Pierre Marnotte. Le clocher a été restauré en 2003. L'église a été entièrement recrépie en 2006 et l’intérieur entièrement repeint en 2007.
A l’initiative du curé, un orgue a été construit en 1975 puis complété en 2003, il comprend 10 jeux avec clavier et pédalier
La paroisse est dépositaire d'une statue de saint Ermenfroy du XVe siècle (aujourd'hui mis au trésor de la cathédrale de Besançon), ainsi qu'une "Vierge de pitié" en bois polychromé du siècle suivant. "Le Christ est comme est presque assis sur les genoux de sa mère. La sculpture possède une raideur primitive, qui fait une vive impression. La poitrine contractée, les mains, qui restent croisées devant le corps, et la tête raidie disent le pitoyable supplice. La Vierge regarde, soulevant à la main son mouchoir".
L'église se situe dans le diocèse de Besançon, au sein de l'unité pastorale de Clerval. Le curé est M. l'abbé Jean-Paul Guyot.

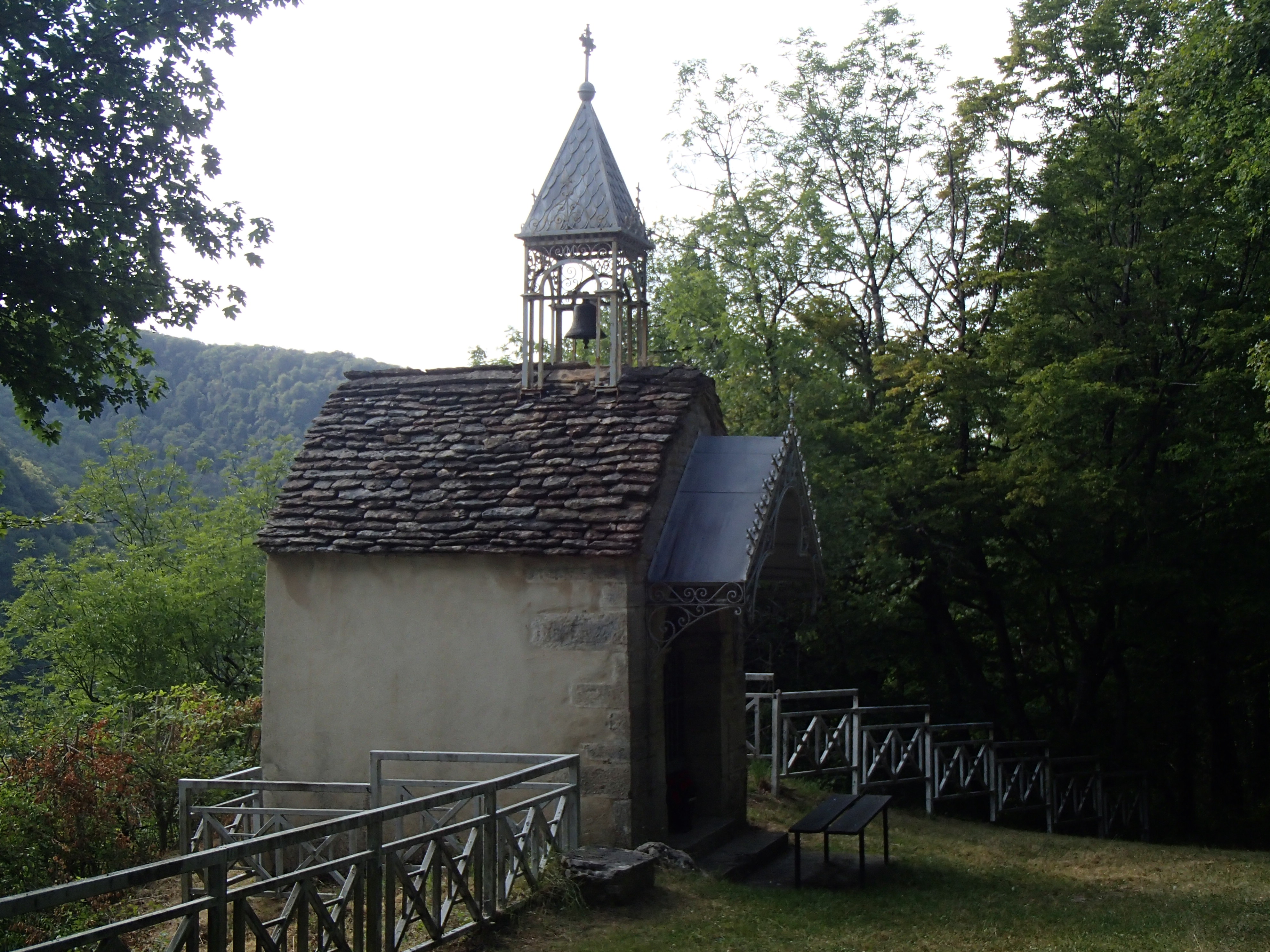
Chapelle Notre-Dame du Reposoir

En 2006 la paroisse a tourné la page de trois siècles de présence de religieuses à Clerval par le départ de quatre religieuses. En 1690 les sœurs de la congrégation des Ursulines fondent un convent dans la commune. Les religieuses se chargeaient entre autres de l'éducation des enfants pauvres. Après la Révolution les sœurs de la charité succédèrent à la congrégation des Ursulines et poursuivent le travail d'éducation des enfants et soignent les malades du village. Par la suite les sœurs de la Marne s'installèrent et créèrent un dispensaire pour les malades. Enfin, en 1976 la paroisse accueille les sœurs missionnaires de Notre-dame d'Afrique.
- Chapelle Notre-Dame du Reposoir, située sur un chemin reliant Clerval à Chaux-Les-Clerval. À l'origine il s'agit d'un abri pour les voyageurs, la date de construction de la chapelle reste difficile à établir. Une date est cependant inscrite sur la chapelle: 1745. Cette date correspond à une réparation, le lieu étant citée plus tôt.  Elle fut entièrement restaurée en 2002-2003.
- Chapelle du cimetière municipal. Elle fut édifiée en 1850 dans le style néo-gothique, fortement dégradée la toiture fut restaurée sommairement en 1966.  C'est en 2002 qu'elle fut entièrement restaurée, dès lors elle abrita le columbarium du cimetière.
- Le Château de Pays-de-Clerval, ancienne maison forte du XIIe siècle, remaniée aux XVIe et XVIIIe siècles.
- La grotte de Milopet (dans une falaise entre Clerval et Chaux-les-Clerval, près du lieu-dit "la scie"), cavité souterraine d'au moins 200 mètres de profondeur.
- Musée de la Mémoire et de la Paix[27]qui présente les grands conflits des XIXe et XXe siècles.
- Le Dolmen (situé dans le quartier de Santoche).
- Jardin d'agrément des Sœurs missionnaires de Notre-Dame d'Afrique[28].
- Bibliothèque municipale
- Le Stade Villemenot.
- Monument aux Morts (déplacé et adapté en 2021)

### Personnalités liées à la commune
- L'abbé Jean Garneret, spécialiste du folklore comtois, né à Clerval en 1907.
- Pierre Villeminot (de),résistant et poète né à Clerval le 14 avril 1913.
- Mathilde Filloz (1912-2014), résistante, militante communiste et syndicaliste, vit à Clerval durant la guerre

### Héraldique
Les armoiries figurent sur une carte de 1616 et enregistrée à l'Armorial de France en 1701.
| Blason de Clerval | Blason  | De gueules à deux à deux clefs en sautoir aux pannetons tournés vers l'extérieur et vers le haut, l'une d'or, l'autre d'argent, brochant sur un briquet de Bourgogne de sable et surmontées d'un soleil d'or. |
| Blason de Clerval | Détails | Le statut officiel du blason reste à déterminer. |